# Adelpherupa costipunctalis
Adelpherupa costipunctalis là một loài bướm đêm trong họ Crambidae.